# 柴山典
柴山 典（しばやま てん、文政5年1月21日（1822年2月12日） - 明治17年（1884年）10月11日）は、明治初期の地方官。久留米藩出身で初代宮谷（みやざく）県知事となった。通称は松三郎、文平、名ははじめ富典、号は屏山。

## 生涯
久留米藩家老・有馬氏の世臣の柴山三郎右衛門富保の子。久留米藩の儒者・池尻葛覃の高弟。真木保臣とともに久留米藩の尊皇攘夷運動の中心に立つ。だが、文久3年（1863年）以後藩内の内紛で3度にわたって謹慎処分を受けた。
戊辰戦争では東北地方の戦役で活躍。明治元年（1868年）7月、安房上総監察兼知県事に任じられて上総国・安房国の天領・旗本領の接収にあたり、そのまま同地域を管轄する宮谷県の初代権知事となり、明治4年（1871年）5月17日に正式な知事となり従五位に叙された。
柴山は「一新確策」を掲げて水害に苦しむに農民の救済や貯穀法の実施、利根川の治水工事を始め、県学校の開設や祭政一致政策を推進した。ところがこうした柴山ら尊王攘夷運動家系知事の儒学・国学色が濃厚な「仁政」政策が、中央集権型の官僚国家を目指す明治政府の方針とぶつかる事になる。更に柴山は政府の方針に忠実な官吏との対立を招いた。その頃、県の組織は県令－大参事－小参事－大属という序列があり、宮谷県の大属は柴山と同じ久留米藩出身であった。ところが、大属は柴山の信任を盾に新しい戸長の人選を大小参事に許可を得ずに決定してしまった。そのため、大小参事が上京して直接民部卿に辞表を提出し、庁内は柴山・大属派と参事派に分裂した。このため柴山は知事昇任からわずか2か月後に知事を更迭（大属以上の他の3人も同時に更迭）され、翌年には一連の政策が政府の許可を得ないで行ったものであり、そこに税金を投じた行為は公金横領と専横の罪にあたるとして官職剥奪と30日の謹慎が命じられた（宮谷騒動）。
その後、罪を許されて明治8年（1875年）から2年間司法官を務め、明治13年（1880年）には宮内省から東伏見宮家付きとなり、明治15年（1882年）に再度従六位に叙せられた。
死にあたって特旨により従五位に復された。墓は谷中墓地にある。

### 履歴
- 慶応4年=明治元年（1868年）
  - 5月12日 - 軍監、上野国派遣（6月27日まで）
  - 7月2日 - 上総房州監察（7月19日まで）兼知県事
- 明治2年（1869年）
  - 正月晦日 - 徴士・知県事
  - 7月20日 - 宮谷県権知事[3]
- 明治4年（1871年）
  - 5月17日 - 宮谷県知事[4]
  - 7月27日 - 非職
- 明治5年（1872年）11月2日 - 位記返上
- 明治8年（1875年）
  - 5月9日 - 七等判事[5]
  - 5月12日 - 大阪上等裁判所
- 明治10年（1877年）6月28日 - 廃官
- 明治13年（1880年）10月1日 - 宮内省御用掛（準奏任）、東伏見宮御附